# Love Story (TAKAHIROの曲)
「Love Story」（ラヴ・ストーリー）は、EXILE TAKAHIROの2枚目のシングル。2014年3月5日にrhythm zoneから発売。

## 概要
前作「一千一秒」から9カ月ぶりのシングル。「CD+DVD」「CDのみ」の2形態で発売。
表題曲「Love Story」は、TAKAHIROの俳優デビュー作となった日本テレビ系ドラマ『戦力外捜査官』の主題歌。また、TAKAHIROが出演したCM、Samantha Thavasa meets SAMANTHA KINGZのCMソングにも起用された。
本作収録曲はすべてTAKAHIROの作詞によるもの。カップリング曲「Feelings」では初めて曲中のギター演奏や作曲・アレンジにも参加した。

## 収録曲

### CD
1. Love Story
作詞：TAKAHIRO / 作曲・編曲：COZZi
  - 日本テレビ系ドラマ『戦力外捜査官』主題歌[3]
  - Samantha Thavasa meets SAMANTHA KINGZ「カバンの中に、恋をおひとつ。」TV CMソング[3]
2. Feelings
作詞：TAKAHIRO / 作曲・編曲：TAKAHIRO, COZZi
3. ずっと
作詞：TAKAHIRO / 作曲・編曲：原一博
4. Love Story（Instrumental）
5. Feelings（Instrumental）
6. ずっと (Instrumental)

### DVD
1. Love Story（Video Clip）
2. Love Story（Making）